# Redfield Proctor
Pour les articles homonymes, voir Proctor.
Redfield Proctor, né le 1er juin 1831 à Proctorsville (Vermont) et mort le 4 mars 1908 à Washington (district de Columbia), est un homme politique américain. Membre du Parti républicain, il est  lieutenant-gouverneur du Vermont entre 1876 et 1878, gouverneur du Vermont entre 1878 et 1880, secrétaire à la Guerre entre 1889 et 1891 dans l'administration du président Benjamin Harrison puis sénateur du Vermont entre 1891 et 1908.

## Postérité
Deux des fils de Proctor, Fletcher D. Proctor et Redfield Proctor, Jr, devinrent les 51e et 59e gouverneurs du Vermont.